# Eulepidotis pulchella
Eulepidotis pulchella är en fjärilsart som beskrevs av Bar 1876. Eulepidotis pulchella ingår i släktet Eulepidotis och familjen nattflyn. Inga underarter finns listade i Catalogue of Life.